# 中国共産党中央対外連絡部
中国共産党中央対外連絡部（ちゅうごくきょうさんとうちゅうおうたいがいれんらくぶ）は、中国共産党中央委員会に直属し、中国共産党の党外交を推進する機構。1951年に設立された。略称は中連部。

## 歴代部長
- 王稼祥（1951年 - 1966年3月）
- 劉寧一（1966年6月 - 1968年4月）
- 耿颷（1971年1月 - 1979年1月）　副総理　国務委員　国防部長　外交部副部長（1960年1月 - 1963年8月）
- 姫鵬飛（1979年1月 - 1982年4月）　外交部長（1972年 - 1974年）
- 喬石（1982年4月 - 1983年7月）　全人代委員長　党中央規律検査委員会書記　党中央政治法律委員会書記
- 銭李仁（1983年7月 - 1985年12月）
- 朱良（1985年12月 - 1993年3月）
- 李淑錚（1993年3月 - 1997年8月）
- 戴秉国（1997年8月 - 2003年3月）　国務委員（2008年 - 2013年）
- 王家瑞（2003年3月 - 2015年11月）
- 宋濤（2015年11月 - 2022年6月）
- 劉建超（2022年6月 - ）

## 日本の政党との外交
文化大革命期に中国共産党が日本共産党を「修正主義集団」と批判して以来、両党間の交流が断絶していたが、
戴秉国が部長を務めていた1998年、日本共産党に対して過ちを認めた形で和解している。
自公政権から民社国政権への交代と尖閣諸島問題で中断していた日中与党協議会を、第2次安倍内閣による自由民主党と公明党の与党復帰を受けて日中関係の浮沈と関係なしに定期化する合意を自民党と公明党と2015年に結んでいる。